# 1855 en sport
Cet article présente les faits marquants de l'année 1855 en sport.

## Aviron
- 21 juillet : deuxième édition de la régate universitaire entre Harvard et Yale. Harvard s'impose[1].

## Boxe
- 20 février : le champion anglais Harry Broome renonce à honorer des rencontres prévues contre Tom Paddock, mais continue à être reconnu comme le champion[2].
- 25 février : William Poole est tué par balle à New York par les partisans de John Morrissey[3].
- 12 mars : le champion anglais Harry Broome renonce à honorer une rencontre prévue contre Tom Paddock, mais continue à être reconnu comme le champion[2].
- 26 juin : Harry Broome gagne une rencontre de retour contre Aaron Jones en 61 rounds à Mildenhall[4].

## Cricket
- Le Sussex County Cricket Club est sacré champion de cricket en Angleterre[5].

## Hockey sur glace
- Au Canada, à Kingston dans la province de l’Ontario, le premier match est joué.
- C'est l'année où le palet ou puck remplace la balle dans les règles.

## Joutes nautiques
- Août : Grand, dit lou Maten, remporte le Grand Prix de la Saint-Louis à Sète[6].

## Sport hippique
- Angleterre : Wild Dayrell gagne le Derby d'Epsom[7].
- Angleterre : Wanderer gagne le Grand National[8].
- France : Monarque gagne le Prix du Jockey Club[9].
- France : Ronzi gagne le Prix de Diane[10].

## Naissances
- 3 janvier : John McKenna, entraîneur de football irlandais. († 22 mars 1936).
- 24 janvier : Frank Hadow, joueur de tennis britannique. († 29 juin 1946).
- 1er mars : George Ramsay, footballeur puis entraîneur écossais. († 7 octobre 1935).
- 24 avril : Edward Hagarty Parry, footballeur anglais. († 19 juillet 1931).
- 4 juillet : Francis Sparks, footballeur anglais. († 13 février 1934).
- 18 juillet : Axel Paulsen, patineur artistique norvégien. († 1938).
- 12 août : John Smith, footballeur et joueur de rugby à XV écossais. († 15 décembre 1937).
- 22 septembre : Adolphe Clément-Bayard, pilote de courses automobile et industriel français. († 10 mai 1928).
- 29 octobre : Moses McNeil, footballeur écossais. († 9 avril 1938).
- ? : John McPherson, footballeur écossais. († 14 mars 1934).